# Khaldi
Khaldi (Ḫaldi) era una de les tres deïtats principals d'Urartu. El seu santuari més important estava situat a Ardini (Mutsatsir). Els altres dos déus eren Teisheba de Kumenu, i Shivini de Tushpa. És la deïtat amb més inscripcions dedicades. La seva esposa va ser la deessa Arubani. És representat com un home, amb barba o sense, damunt d'un lleó. Era un deu guerrer al que els reis d'Urartu pregaven per la victòria; els seus temples s'adornaven amb armes i a vegades eren anomenats «casa de les armes».
Sembla que Khaldi no era un déu nadiu d'Urartu, sinó aparentment una quasi desconeguda deïtat accàdia, i no el van adorar els urartis, almenys com al seu déu principal, fins que el rei Ixpuini (824 aC-806 aC) no en va introduir el culte.
Una teoria postula que el nom podria ser d'origen indoeuropeu (possiblement grecoarmeni) o armeni antic, i significaria «déu del sol». Els Reis d'Urartu erigien esteles dedicades a Khaldi on inscrivien els èxits de les seves campanyes militars, els edificis construïts i les activitats agrícoles que tenien lloc durant el seu regnat.